# Joseph Wresinski

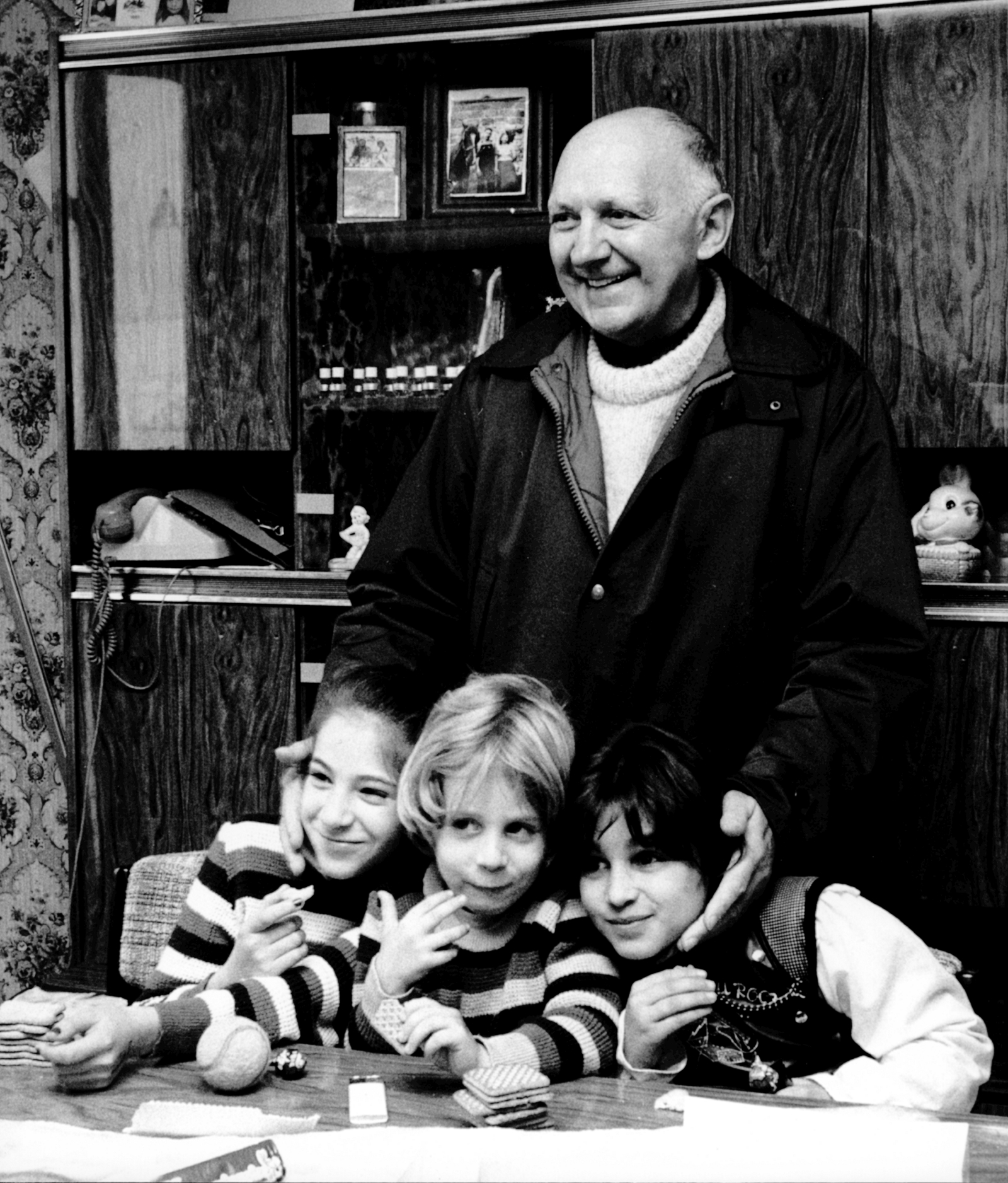
Joseph Wresinski

Joseph Wresinski (polnisch Józef Wrzesiński) (* 12. Februar 1917 in Angers, Frankreich; † 14. Februar 1988 in Suresnes, Frankreich) war der Gründer der Menschenrechtsbewegung ATD Vierte Welt.

## Leben
Die Suche nach dem armen Jesus führte Joseph Wresinski 1956 in ein Obdachlosenlager am Rande von Paris. Als Geistlicher teilte Joseph Wresinski das Leben der als „Asoziale“ verachteten Lagerbewohner und richtete sich immer wieder an den Hoffnungen des am stärksten Ausgeschlossenen aus, um unter den von Armut gezeichneten Menschen und mit der übrigen Gesellschaft tragfähige Beziehungen aufzubauen. Für dieses Projekt konnte er Menschen aller Glaubensrichtungen und Weltanschauungen gewinnen. Der Welttag zur Überwindung der Armut (17. Oktober) geht auf seine Initiative zurück.
Eine seiner Grundüberzeugungen lautete: „Das Elend ist nicht unabänderlich; es wird von Menschen verursacht, und die Menschen können es auch überwinden.“

## Schriften
- Die Armen – Begegnung mit dem lebendigen Gott. Reihe Glauben und Leben Bd. 45. LIT Verlag, Münster 2008, ISBN 978-3-8258-1461-8
- Selig ihr Armen. Reihe Glauben und Leben Bd. 29. LIT Verlag, Münster 2005, ISBN 3-8258-8888-6
- Père Joseph – Die Armen sind die Kirche. Gespräche mit Joseph Wresinski über die Vierte Welt. NZN Buchverlag, Zürich 1998, ISBN 3-85827-119-5
- Die ärmsten Menschen zeigen, dass die Menschenrechte unteilbar sind. Editions Quart Monde, Paris 1996, ISBN 2-904972-76-5
- Armut – eine Herausforderung für jede Familie. Kanisius Verlag, Freiburg Schweiz 1995, ISBN 3-85764-437-0
- Worte für morgen. Editions Saint-Paul / Editions Quart Monde, Luxemburg / Paris 1994, ISBN 2-904972-65-X

Wresinskis Nachlass wird im Centre international Joseph Wresinski in Baillet-en-France (Frankreich) aufbewahrt und der Öffentlichkeit zugänglich gemacht.